# Aplocera magdalenaria
Aplocera magdalenaria är en fjärilsart som beskrevs av Bill 1856. Aplocera magdalenaria ingår i släktet Aplocera och familjen mätare. Inga underarter finns listade i Catalogue of Life.